# Cannabidiol
Cannabidiol (CBD) ist ein Phyto-Cannabinoid aus dem weiblichen Hanf (Cannabis), das 1940 entdeckt wurde. Es ist neben Tetrahydrocannabinol (THC) eines von 113 identifizierten Cannabinoiden in der Cannabispflanze und macht bis zu 40 % des Pflanzenextrakts aus. Es sind entkrampfende, entzündungshemmende, angstlösende und gegen Übelkeit gerichtete Wirkungen beschrieben. Weitere pharmakologische Effekte wie eine antipsychotische Wirkung werden erforscht. Eine Zulassung als Arzneimittel besteht für CBD in Deutschland mit Stand April 2022 ausschließlich als Zusatztherapie für Krampfanfälle bei bestimmten seltenen Epilepsieerkrankungen (Handelsname Epidyolex) sowie als Bestandteil des Hanfextrakts Nabiximols als Spasmolytikum bei multipler Sklerose.

## Chemie
Cannabidiol liegt – wie alle Cannabinoide – in der Pflanze überwiegend als Säure (CBD-Carbonsäure) vor.
Cannabidiol wurde erstmals von Raphael Mechoulam synthetisiert. CBD cyclisiert in Gegenwart von Lewis-Säuren (beispielsweise Bortrifluoriddiethyletherat oder Protonendonatoren wie p-Toluolsulfonsäure) zu Δ8- und Δ9-THC. Das Erhitzen mit Wasser unter Rückfluss führt zu Cyclisierung.
| Intramolekulare cyklisierung von CBD zu Δ9-THC                            |
| Möglicher Mechanismus der intramolekularen Cyclisierung von CBD zu Δ9-THC |

In stark basischem Milieu unter oxidativen Bedingungen wird CBD zunächst am Aromaten hydroxyliert und anschließend zum Chinon oxidiert.
Bei längerer Lagerung in Gegenwart von Luft wird es zu Cannabinol oxidiert.

## Pharmakologie
Cannabidiol bindet an die Cannabinoid-Rezeptoren CB1 und CB2 agonistisch, jedoch kann es deren Aktivität über einen ungeklärten Mechanismus auch blockieren. Es wirkt ferner als Antagonist an dem G-Protein gekoppelten Rezeptor GPR55, dessen physiologische Rolle noch nicht geklärt ist.
Cannabidiol hat eine pleiotrope Wirkung, was bedeutet, dass Wirkungen sowie Nebenwirkungen durch unterschiedliche Wege ausgelöst werden können. Aus diesem Grunde ist der Wirkungsmechanismus bislang noch nicht genau bekannt. Es wird allerdings eine Wirkung auf den spannungsgesteuerten Ionenkanal VDAC1 (voltage-dependent anion-selective channel protein 1) auf den Mitochondrien angenommen. Diese Kanäle spielen eine Rolle im Calciumtransport in den Zellen, was wichtig für die Übertragung von elektrischen Signalen in Nervenzellen ist (Calcium-Signalgebung). Zusätzlich bestehen ausgeprägte pharmakokinetische Interaktionen mit anderen Antiepileptika, insbesondere Clobazam. Die immunsuppressive Wirkung von Cannabidiol basiert auf Apoptose der T-Lymphozyten des Immunsystems. Hiervon nicht betroffen sind die CD4+CD25+FOXP3+ regulatorischen T-Zellen.

## Analytik
Zur zuverlässigen quantitativen Bestimmung in unterschiedlichen Untersuchungsmaterialien kommen nach angemessener Probenvorbereitung chromatographische Verfahren wie die Gaschromatographie oder HPLC in Kopplung mit der Massenspektrometrie zur Anwendung.

## Medizinische Anwendungsgebiete
CBD ist Bestandteil des arzneilich genutzten Hanfextrakts Nabiximols, der als Spasmolytikum bei multipler Sklerose eingesetzt wird. Es ist für diese Indikation als Mundspray seit 2011 erhältlich. Darüber hinaus ist es seit Oktober 2019 als Arzneimittel zur Zusatztherapie von Krampfanfällen im Zusammenhang mit bestimmten seltenen Epilepsieerkrankungen zugelassen (Handelsname Epidyolex). Bei diesen handelt es sich um das Lennox-Gastaut-Syndrom, das Dravet-Syndrom und seit 2021 die Tuberöse Sklerose.
Für andere Indikationen bestehen keine oder unzureichende Wirksamkeitsbelege und dementsprechend keine Zulassung als Arzneimittel. Die FDA hat 2019 mehrfach Anbieter abgemahnt, die illegal mit einer Wirksamkeit bei Krebs, Alzheimer oder Autismus geworben haben.
CBD könnte wegen seiner immunsupprimierenden Wirkung ein Kandidat für die Behandlung von chronisch-entzündlichen Darmerkrankungen sein. Eine Verwendung bei affektiven Störungen wird untersucht. Zu neuroprotektiven Wirkungen des Cannabidiols, sei es durch seine antioxidativen Eigenschaften, Wirkungen an den CB2 -Rezeptoren oder an Adenosinrezeptoren, werden Forschungsarbeiten durchgeführt.
Als Schmerzmittel ist CBD wirkungslos. In den USA wurde die Reinheit von Präparaten bemängelt. Eine Metastudie kam zu dem Schluss, dass schwerwiegende Nebenwirkungen und leberschädigende Effekte in dieser Indikation überwiegen.

## Cannabidiolhaltige Produkte

### Arzneimittel
Cannabidiol ist unter dem Namen Epidiolex in den USA bzw. Epidyolex in der EU als verschreibungspflichtiges Arzneimittel für die Therapie der oben genannten Epilepsieformen beim Kind zugelassen. Auch in Deutschland ist Cannabidiol in der Verwendung als Arzneimittel (z. B. „Ölige Cannabidiol-Lösung NRF“) verschreibungspflichtig. Der in verschiedenen Ländern zugelassene standardisierte Vollextrakt aus der Cannabispflanze, Nabiximols (Handelsname: Sativex Spray zur Anwendung in der Mundhöhle), enthält neben Cannabidiol ferner THC und unterliegt daher betäubungsmittelrechtlichen Regelungen.
Untersucht werden transdermale Applikationsformen.

### Nahrungsergänzungsmittel
Lebensmittel mit Cannabidiol werden in Deutschland ohne gesundheitsbezogene Auslobung, aber mit dem ausdrücklichen Hinweis auf das enthaltene CBD angeboten. Aktuell ist eine Registrierung als Nahrungsergänzungsmittel nicht möglich. Eine Zulassung als Novel Food steht aus.

### Weitere Produkte
CBD-Öl wird für die kosmetische Verwendung angeboten. In der Schweiz und Österreich wird sogenannter „Nutzhanf“ mit einem hohen CBD-Gehalt und niedrigem THC-Gehalt verkauft, welcher auch geraucht werden kann. In Deutschland würden diese Produkte unter das Betäubungsmittelgesetz (BtMG) fallen, falls sie nicht einer Ausnahmeregelung unterliegen. Unbearbeitete oder bearbeitete (z. B. getrocknete, zerkleinerte) Nutzhanfpflanzen(teile) sind vom BtMG ausgenommen, wenn der Verkehr mit ihnen ausschließlich gewerblichen oder wissenschaftlichen Zwecken dient, die einen Missbrauch zu Rauschzwecken ausschließen, womit die Abgabe an Endverbraucher unzulässig ist. Zusätzlich muss für die Ausnahme derartiger Produkte vom BtMG eine der folgenden Bedingungen zutreffen:
1. Der eingesetzte Hanf ist im EU-Sortenkatalog[39] aufgeführt oder
2. der THC-Gehalt des Hanfes unterschreitet 0,2 %.[38]

Diese zwei Punkte gelten auch für die Ausnahmeregelung vom BtMG für Produkte aus verarbeitetem Nutzhanf (z. B. Extrakte) zum Einnehmen. Weiterhin muss bei diesen Zubereitungen ein Missbrauch zu Rauschzwecken ausgeschlossen sein, damit sie an den Endverbraucher abgegeben werden dürfen.

## Rechtslage

### In Europa
Die Verkehrsfähigkeit von CBD-haltigen Lebensmitteln in Deutschland wird gelegentlich in Zweifel gezogen. Tatsächlich enthalten auch andere Lebensmittel auf Hanfbasis (z. B. Hanföle oder Hanfsamen) durchaus nennenswerte Mengen CBD. Die jeweils zuständigen Landesbehörden überwachen den Verkauf von CBD-haltigen Produkten. Teilweise wurden bereits Produkte vom Markt genommen.
Die Europäische Kommission hat 2019 anlässlich der Anfrage einzelner EU-Mitgliedsstaaten den Eintrag betreffend die Hanfpflanze Cannabis sativa im Novel-Food-Katalog präzisiert, indem die Einträge cannabinoids und cannabidiol hinzugefügt wurden. Im Unterschied zur Hanfpflanze, welche vor dem 15. Mai 1997 ganz oder teilweise als Lebensmittel konsumiert wurde, wird dies für die Stoffe CBD und andere Cannabinoide verneint. Gleiches soll für Extrakte der Hanfpflanze gelten. Das deutsche Bundesamt für Verbraucherschutz und Lebensmittelsicherheit (BVL) betrachtet daher alle Lebensmittel, insbesondere Nahrungsergänzungsmittel, welche CBD oder andere Cannabinoide enthalten, als neuartiges Lebensmittel und somit nur nach vorheriger Zulassung für verkehrsfähig (Stand März 2019). Verschiedene Verwaltungsgerichte haben die Verkehrsfähigkeit von CBD-haltigen Produkten verneint.
Ein vom Branchenverband European Industrial Hemp Association beauftragtes Rechtsgutachten des Frankfurter Anwalts Thomas Büttner kommt abweichend hiervon zum Ergebnis, dass Extrakte der Hanfpflanze sehr wohl der Hanfpflanze gleichzustellen seien, da einerseits hinreichende Anhaltspunkte für einen nennenswerten Konsum als Lebensmittel bereits vor dem 15. Mai 1997 vorlägen und andererseits auch ein systematischer Widerspruch bestehe zum allgemeinen Einstufungsparadigma, wonach traditionelle Extraktionsverfahren das Lebensmittel selbst nicht in gesetzlich relevanter Weise verändern. Dementsprechend seien neben den auf völlig neuartige Weise hergestellten Hanfextrakten nur solche Lebensmittel als neuartige Lebensmittel einzustufen, zu welchen reines CBD oder andere Cannabinoide als Zutat zugesetzt würden und nicht generell alle Lebensmittel, welche CBD in irgendeiner Form enthielten.
Die Verbraucherzentralen schließen sich der Ansicht des BVL an. Da mit CBD angereicherte Lebensmittel und Nahrungsergänzungsmittel weder als Arzneimittel zugelassen noch in Hinblick auf Dosierung, Sicherheit und Wechselwirkungen untersucht sind, dürften sie gar nicht verkauft werden, vom Verzehr raten die Verbraucherzentralen ab. Kontrollen haben zudem ergeben, dass CBD-Öle wegen erhöhter Werte des psychoaktiven THC als „gesundheitsschädlich bzw. für den Verzehr durch den Menschen ungeeignet“ sind. In Köln wurde der Verkauf CBD-haltiger Lebensmittel im Juni 2020 verboten. Um die gesetzlichen Regelungen zu umgehen, werden CBD-Öle häufig als Aromaöle oder Kosmetika verkauft.
Die bei CBD-Ölen geäußerten Heilversprechen (z. B. angebliche Heilung bzw. Linderung von Schmerzen, Depressionen oder Schlaflosigkeit) gelten als Werbung mit krankheitsbezogenen Aussagen und sind wegen des fehlenden Wirksamkeitsnachweises sowie der fehlenden Zulassung allgemein grundsätzlich verboten. Dies gilt auch für analoge Aussagen bei CBD-haltigen Nahrungsergänzungsmitteln bzw. Lebensmitteln. Ein weiteres Problem bei CBD-Ölen ist die in der Regel sehr geringe und damit pharmakologisch unbedeutende Menge an enthaltenem CBD, welche teilweise weit unter den in Studien getesteten Mengen liegt. Infolgedessen ist es völlig unklar, ob CBD-Öle eine Wirkung entfalten können oder es sich eher um ein teures Lifestyle-Produkt handelt.
Bis 2011 war Cannabis mit einem THC-Gehalt von unter 1 % in der Schweiz nicht reguliert. Die Einführung des Betäubungsmittelgesetzes im Jahr 2011 führte zu einer klaren Unterscheidung zwischen Cannabisprodukten mit hohem und niedrigem THC-Gehalt. CBD-Produkte, die weniger als 1 % THC enthalten, wurden legalisiert und sind seither im Handel erhältlich. Lebensmittel mit Hanfextrakten oder Cannabinoiden gelten in der Schweiz als neuartige Lebensmittel (Novel Food). Unabhängig davon, ob CBD-Produkte als neuartig gelten oder nicht, darf der THC-Grenzwert von 1 % nicht überschritten werden, damit sie nicht unter das Betäubungsmittelgesetz fallen. Die Schweizer Regierung hat kürzlich Programme eingeführt, um den Anbau von medizinischem Cannabis, einschließlich CBD-reicher Sorten, zu fördern. In Österreich ist die Lage nicht ganz so klar. Dort dürfen CBD-Produkte zwar nicht mehr als 0,3 % THC enthalten. Rechtsexperten sind darüber hinaus jedoch der Meinung, dass es unzulässig sei, die Produkte als „Nahrungsergänzungsmittel“ oder als „Arznei“ zu bewerben bzw. zu verkaufen, da die Produkte sonst den fälschlichen Anschein einer gesundheitsfördernden Wirkung erwecken würden.
Im August 2020 veröffentlichte das Ministerium für ländlichen Raum und Verbraucherschutz Baden-Württemberg im Jahresbericht 2019 eine Studie, in der 49 Lebensmittelproben von CBD-Produkten untersucht wurden. Fast die Hälfte der Proben wurde auf Grund eines zu hohen THC-Gehalts als nicht sicher beurteilt. Ein ähnliches Ergebnis zeigte sich bei Kosmetikprodukten. In 9 von 40 Proben wurden Teile der Hanfpflanze gefunden, die nicht zur Verarbeitung zugelassen sind.
Im November 2020 wurde das Verbot einiger CBD-haltiger Produkte in Frankreich vom Europäischen Gerichtshof aufgehoben.
Im Dezember 2020 ist die Europäische Kommission zu dem Schluss gekommen, dass Cannabidiol als Lebensmittel eingestuft werden kann und hat die Prüfung der zeitweise auf Eis gelegten Zulassungsanträge für CBD-Produkte als neuartige Lebensmittel wieder aufgenommen.
Der Bundesgerichtshof urteilte im März 2021, der Verkauf von CBD-Blüten an Endkunden könne legal sein, jedoch nur, wenn sichergestellt sei, dass sich niemand daran berauscht.
Allgemein unterliegt der Reinstoff Cannabidiol, anders als THC, keinen betäubungsmittelrechtlichen Regelungen.
Nach Pressemeldungen von Juni 2021 gibt es im Saarland ein Verkaufsverbot für CBD-Produkte.
Im Verfahren gegen eine Berliner Firma, die CBD-Blüten verkauft, wies das Landgericht Berlin die Anklage der Staatsanwaltschaft nach einem Pressebericht vom August 2021 ab. Die Staatsanwaltschaft erwirkte über eine Beschwerde beim Kammergericht Berlin doch noch eine Zulassung der Anklage gegen die drei Firmenbetreiber. Der Prozess vor dem Landgericht Berlin endete im März 2022 mit Freispruch für alle Angeklagten. Der Freispruch wurde im Januar 2023 vom Bundesgerichtshof aufgehoben, so dass der Fall erneut vom Berliner Landgericht verhandelt werden wird.
Im Juni 2022 bestätigte der Bundesgerichtshof ein Urteil des Berliner Landgerichtes wegen bandenmäßigem Handel mit Betäubungsmitteln bzw. Beihilfe dazu, durch das zwei Personen zu Freiheitsstrafen verurteilt wurden. Zur Begründung führte der Bundesgerichtshof aus, ein Missbrauch zu Rauschzwecken sei trotz des nicht überschrittenen Wirkstoffgehaltes von 0,2 % THC nicht ausgeschlossen, denn würden die Blüten etwa beim Backen erhitzt, führte dies zur Freisetzung von weiterem THC, das beim Konsum durch den Endabnehmer einen Cannabisrausch erzeugen könnte.
In Tschechien wurde ein Verbot von CBD angekündigt, dann aber wieder zurückgenommen.

### Außerhalb Europas
In Hongkong wird CBD seit Februar 2023 als „gefährliche Droge“ eingestuft. Der Import, Export oder die Herstellung von CBD können seitdem mit einer bis zu lebenslangen Haftstrafe und Strafzahlungen bis fünf Millionen Hongkong-Dollar (rund 590.000 Euro) geahndet werden. Der Besitz kann mit einer Gefängnisstrafe von bis zu sieben Jahren bestraft werden sowie mit Geldstrafen bis zu umgerechnet fast 120.000 Euro.

## Nebenwirkungen
Für CBD sind folgende unerwünschte Effekte bekannt:
- sehr häufig: Schläfrigkeit und Benommenheit (10 %)
- häufig: Unwohlsein, Durchfall, Appetitlosigkeit, Hautausschläge
- Schlaflosigkeit, Schlafstörungen, innere Unruhe
- gesteigerte Infekthäufigkeit[27]

Eine systematische Übersichtsarbeit und Metaanalyse (28 Datenbanken) aus dem Jahr 2015 identifiziert Cannabinoide mit einem erhöhten Risiko für kurzfristige Nebenwirkungen. Die Publikation wurde mit dem Titel „Cannabinoide als Heilmittel“ vom Schweizer BAG übersetzt und ist kostenfrei unter „Forschungsberichte Cannabis“ aufgeführt.